# Nam-gu, Daegu
Quận Nam (Nam-gu) là một quận nằm ở trung tâm Daegu, Hàn Quốc. Nó giáp với Dalseong-gun ở phía Nam, Dalseo-gu ở phía Tây, Seo-gu ở phía Đông Bắc, Jung-gu ở phía Bắc, và Suseong-gu ở phía Đông. Hyupsung High School và USFK Camp Walker nằm ở trong vùng này.

## Liên kết
- Trang chính thức